# أعمال العنف (فلم)
أعمال العنف (بالإنجليزية: Acts of Violence) هو فيلم حركة ودراما وإثارة أمريكي من بطولة بروس ويليس وكول هوسر وشون أشمور، ومن تأليف «نيكولاس آرون مززاناتو»، وإخراج «بريت دونوهو». تم تصوير أحداث الفيلم في مدينة كليفلاند بولاية أوهايو في مارس 2017.
صدر الفيلم لأول مرة في 12 يناير 2018 مع عرض محدود في صالات العرض السينمائي وكذلك نسخ الفيديو حسب الطلب من قبل شركة ليونسغات بريمير.

## قصة الفيلم
تدور أحداث الفيلم في مدينة كليفلاند، حيث تبدأ القصة عندما يكون روماني ماكجريجور (أشتون هولمز) على وشك الزواج من حبيبة الطفولة ميا (ميليسا بولونا). لكن تنقلب حياته رأساً على عقب عندما تتعرض لحادثة أثناء حفلة وداع العزوبية في إحدى النوادي الليلية، حيث تتشاجر مع اثنين رجال إحدى عصابات الجريمة المحلية التابعين إلى رجل المافيا ماكس ليفينغستون (مايك ايبس)، حيث ينتقمان بخطفها عند خروجها من النادي، لتقع ضحية بين يد عصابة للاتجار بالبشر. على الجانب الآخر فإن اثنين من اشقاء خطيبها روماني الأكبر سناً وهما ديكلان (كول هوسر) وبراندون (شون أشمور)، وهما من قدامى المحاربين في الجيش الأمريكي، حيث يقتنع الثلاثة بأن الشرطة عاجزة عن فعل أي شيء للوصول إلى خطيبة أخيهم الأصغر، فيبدأ الاخوة الثلاثة بالعمل على استعادة «ميا» بانفسهم على الرغم من تعاطف المحقق جيمس أفري (بروس ويليس) مع قضيتهم حيث يحاول بناء قضية سليمة ضد ماكس للأيقاع به، ولكن سرعان ما نجد موقفه يضعف بسبب موقف السلطات المتلكيء. يقوم الاخوة بالتحري بانفسهم للوصول إلى ميا فيصلون إلى إحدى ضحايا رجال ماكس التي تقودهم إلى معلومات عن عصابته فيقومون بهجوم على وكره فتحدث معركة شرسة بين الاخوة الثلاثة والعصابة وبمساعدة المحقق «جيمس أفري» يستطيعون تحرير خطيبة شقيقهم الاصغر مع مجموعة كبيرة من الفتيات وقتل عدد كبير من افراد العصابة.

## الشخصيات
- بروس ويليس المحقق جيمس أفري
- كول هوسر الأخ ديكلان
- شون أشمور الأخ براندون
- أشتون هولمز الأخ روماني
- ميليسا بولونا ميا خطيبة روماني
- شون بروسنان فينس
- صوفيا بوش المحققة بروك بيكر
- مايك ايبس ماكس ليفينغستون
- تيفاني بروور جايسا ماكجريجور زوجة براندون
- جينا بي كيلي هالي
- باتريك سانت إسبريت الضابط هملاند
- روتيمي فرانك
- «ماثيو تي ميتسلر» ريتشارد
- «كايل ستيفانسكي» ديفيس
- بويد كيستنر ستيفنز

## نقد
حصل الفيلم على تقييم ضعيف في موقع الطماطم الفاسدة مع 11 مراجعة سيئة من النقاد. حيث انتقد الكثير من النقاد «أفعال العنف» التي لا تعدو كونها مثالا علنيا على استغلال صناعة الأفلام، حيث يجد النقاد أن الكاتب نيكولا آرون مززناتو والمخرج بريت دونوهو كان من الممكن أن يبذلا جهداً أكثر من ذلك بقليل من من حيث سرعة، والقصة الأساسية ركيكة ومبسطة حتى أن الخدع المستخدمة في العمل ذات معايير منخفضة، أما بالنسبة للشخصيات، فهي غير ملحوظة إلى حد كبير فبالكاد تذكر أسمائهم كما الفيلم يظهر نوعاً من اللا مبالاة
المطلقة.

## وصلات خارجية
- مقالات تستعمل روابط فنية بلا صلة مع ويكي بيانات
- صفحة الفيلم على موقع الافلام
- صفحة الفيلم على موقع الطماطم الفاسدة
- المقطع الدعائي للفيلم على اليوتيوب
- موقع rogerebert
- موقع fandango